# 도로시 포인턴 힐

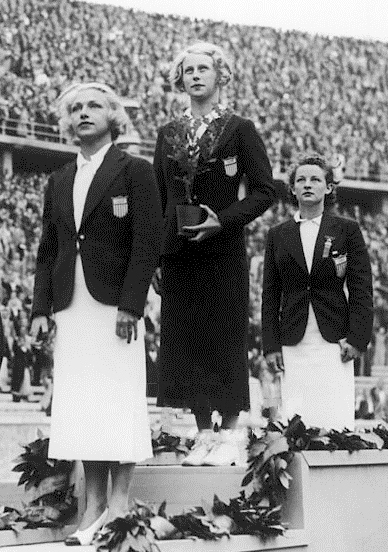

도로시 포인턴 힐(Dorothy Poynton-Hill, 1915년 7월 17일 ~ 1995년 5월 18일)은 미국의 여성 다이빙 선수로, 3개의 하계 올림픽에 참가하였다.
유타주 솔트레이크 시티에서 태어나 1928년 암스테르담 올림픽에 데뷔하여 3m 스프링보드 종목 2위를 하였다.
4년 후, 로스앤젤레스 올림픽에서 10m 플랫폼의 첫 금메달을 획득하였다. 베를린 올림픽에서도 2연승을 하였으나, 3m 스프링보드에서 동메달에 그쳤다.
79세의 나이로 캘리포니아주 리버사이드에서 사망하였다.